# Vasshätta
Vasshätta (Mycena belliae) är en svampart som först beskrevs av Johnst., och fick sitt nu gällande namn av Peter D. Orton 1960. Enligt Catalogue of Life ingår Vasshätta i släktet Mycena,  och familjen Mycenaceae, men enligt Dyntaxa är tillhörigheten istället släktet Mycena,  och familjen Favolaschiaceae. Arten är reproducerande i Sverige. Inga underarter finns listade i Catalogue of Life.